# مصر (كوينزلاند)
مصر هي منطقة ريفية في منطقة وادي لوكير، كوينزلاند، أستراليا. في تعداد عام 2016، كان عدد سكان مصر 15 نسمة.

## التاريخ
في يونيو 1912، دعا اجتماع عام إلى إنشاء مدرسة حيث كان سيحضرها حوالي 17 طفلاً. عرض جون رينتون فدانًا واحدًا (0.40 هكتارًا) من أرضه للمدرسة. ومع ذلك، لا يوجد دليل على إنشاء المدرسة على الإطلاق.